# بونامية أنيقة
بونامية أنيقة (الاسم العلمي:Bonamia elegans) هي نوع تنتمي لطائفة كاسيات البذور، وتنتمي لجنس بونامية. وتنمو في ميانمار.